# Bandera de Macao
La bandera de Macao, Oficialmente: Bandera regional de la Región Administrativa Especial de Macao de la República Popular China (Chino: 中華人民共和國澳門特別行政區區旗; Portugués: Bandeira regional da Região Administrativa Especial de Macau) es de color verde con una flor de loto (Un símbolo emblemático de Macau) de color blanco sobre la silueta del Puente del gobernador Nobre de Carvalho y el mar, también de color blanco, y bajo un arco de cinco estrellas amarillas de cinco puntas, siendo la central más grande que las otras cuatro, como las de la Bandera de China.
La flor de loto, como ya se mencionó, es considerada un símbolo emblemático de Macau, sus tres pétalos representan la península de Macau y las otras dos islas las cuales la Conforman. El puente debajo de la flor representa el puente que une a Macau con la Isla de Taipa.
Las cinco estrellas son las mismas las cuales adornan la bandera de la República Popular China, pero con un diseño diferente. La estrella más grande representa oficialmente al Partido Comunista Chino y las cuatro más pequeñas a las clases que componen la sociedad china: trabajadores, campesinos, soldados y las clases medias bajas.

## Historia
La bandera seleccionada para representar a Macao tras su reintegración en República Popular de China fue diseñada por Xiao Hong, profesor de arte de la Universidad de Henan, quien para inspirarse leyó una guía turística de Macao de 600 palabras. El diseño de Xiao Hong fue elegido de entre las más de 1000 propuestas presentadas al concurso de ideas para diseñar la nueva bandera. El diseño fue aprobado en 1993.
El 19 de noviembre de 1999 se arría la bandera de Portugal en Macao, izándose la bandera de la República Popular de China. El 20 de diciembre se adopta oficialmente la nueva bandera para representar a la Região Administrativa Especial de Macau da República Popular da China (en español: Región Administrativa Especial de Macao de la República Popular de China).

Bandera de Portugal, utilizada en la era colonial de Macao (1670-1830).
Bandera de Portugal, utilizada en la era colonial de Macao (1830-1911).
Bandera de Portugal, utilizada en la era colonial de Macao (1911-1999).
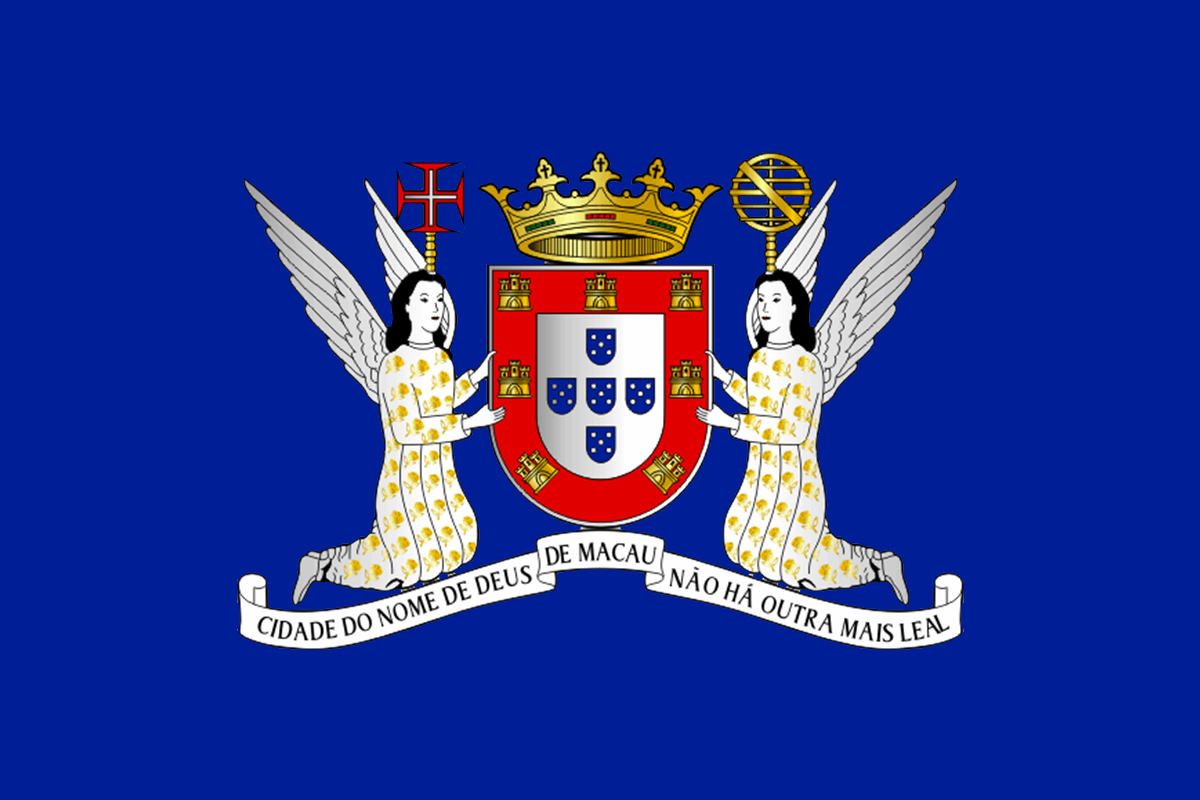
Bandera de la Municipalidad de Macao, uno de los dos gobiernos municipales locales (1975-1999).
Bandera del gobierno colonial portugués de Macao (1976-1999).
Variante no oficial usada en los medios para representar a la colonia en algunos eventos deportivos, con el propósito de no confundir a la colonia con Portugal.